# Mega Shinnosuke
Mega Shinnosuke（メガシンノスケ、2000年11月20日 - ）は、日本のシンガーソングライター、クリエイター。東京都出身、福岡県育ち。愛称は「メガシン」。ファンクラブは「MEGA CLUB」。

## 概要
2000年、東京都で生まれ、福岡県で育つ。2019年4月から東京都在住。身長175cm。
「メガシンノスケ」は本名。漢字は珍しすぎるため非公表。本名を音楽活動の際の名義とした理由について、「語感がめちゃくちゃいいなと思ってそのまま使いました。あと本名のほうが素直な感じがして、音楽に影響ないかなと思って。」と語る。
2017年秋より、オリジナル楽曲の制作を開始。作詞、作曲、編曲を全て自身で行う。楽曲「O.W.A.」は人生で2曲目に作ったという。
作詞・作曲・編曲に加え、アートワーク、映像制作に携わるなど、全てをセルフプロデュースで行う。好きな食べ物はジェノベーゼと牛タン。花粉症。
過去の作品に執着はなく、「聴き返すことはほぼないです。完成して世の中に出る頃には、次の曲を作ってるので。だから、常に僕のヒットチューンは僕のまだ世に出てない曲で、それをめっちゃ聴いてます。で、あんなに聴いたのに、出たら、もう、全然、聴かないんです」と発言している。
「クリエイターとして、常に新しいことをしたい。この地球上に、もう新しい音楽なんて、ほぼないと思います。その中で何が新しいかと言うと、みんなが知っている古い音楽と重ね合わせられないように古いことをもう1回やることが新しいと、ぼくは思うんです。」と語る。

## 来歴
活動開始まで
高校時代、福岡市天神でラジオの街頭インタビューを受けており、自身が作った楽曲を披露している。このときインタビューを行ったラジオパーソナリティ加藤淳也は「絶対に売れる」と確信。スタジオへ招待し、「皆さん、これが原石の曲です！」という言葉とともにその場でオンエアした。
高校の文化祭で先輩のバンドのライブを見た際に、「自分の方が絶対に良いものを作れる」と思ったのがきっかけで、2017年の秋頃から楽曲の製作を開始。
「Fow two.」という名義で友人とバンドを組んで活動しており、2018年3月18日には自主製作盤「me me glue.」をリリース 。人生で2曲目に書き上げたという収録曲「O.W.A.」が福岡のFMラジオ局内のランキングで上位となり話題になるも、メンバーの進学の影響で2018年3月21日に解散。2018年10月中旬に「Fow two.」の名義を本名である「Mega Shinnosuke」に改めるという形で活動を本格的に開始した。
2018年
11月4日、代表曲といえる楽曲「桃源郷とタクシー」収録の1st mini EP『momo』をリリース。同日に初となる主催イベント「MEGA NO LIVE」を開催した。
2019年
1月には、Spotifyが今後の躍進を期待するアーティストである「Early Noise 2019」に選出される。
3月13日に発売された私立恵比寿中学のアルバム「MUSiC」に、人生5曲目に書き上げた「踊るロクデナシ」が収録。
4月1日、上京。
6月5日、初の全国流通盤となる1st EP『HONNE』をリリース。
10月11日、配信限定シングル「東京熱帯雨林気候[予告編]」をリリース。
12月2日、公式HPを開設。
12月4日には2nd EP『東京熱帯雨林気候』をリリース。
2020年
1月24日には「Japan」を配信リリース。
3月8日には初のワンマンライブ「MEGA ONEMAN SHIBUYA 3300」を開催予定であったが、新型コロナウイルス感染拡大の影響で、延期の末に中止された。
4月19日には「Sports」、7月24日には「Cutie girl」、10月23日には「Midnight Routine」を配信リリース。
2021年
1月16日には初のオンラインライブ「Mega Shinnosuke 1Night Online Party」を開催。
2月1日には菅田将暉に日本テレビ系ドラマ「君と世界が終わる日に」の主題歌として楽曲「星を仰ぐ」を提供。
2月3日には「Sweet Dream feat.Jinmenusagi」を配信リリース。
3月20日には初となるワンマンライブ「ヒマすぎて開催!ミニワンマん in 大阪」を開催。
7月1日には東京では初となるワンマンライブ「Mega Shinnosuke ONE MAN SHOW in LIQUIDROOM : )」を開催。
9月8日には初のフルアルバム『CULTURE DOG』をリリース。6月4日には「Thinking Boyz!!」、7月7日には「兄弟 feat.クボタカイ」、8月18日には「甲州街道をとばして」をアルバムから先行配信した。11月にはアルバムを引っ提げて、6ヶ所を巡る全7公演の初となる全国ツアー「CULTURE DOG TOUR」を開催した。
12月3日には、3rd EP『OMC』を配信リリース。
2022年
5月20日には「未来時代」、6月29日には「10000回のL.O.V.E. <3」を配信リリース。
7月13日には4th EP『ハンサムなDANCE』を配信リリース。8月にはリリースパーティー「ハンサムなDANCE☆SHOW」を開催。
8月18日、公式ファンクラブ「MEGA CLUB」を開設。
10月21日には明治エッセルスーパーカップのWEB CMソングとして書き下ろした楽曲「愛しい日々。」を配信リリース。
アルバム『2100年』より11月30日に「サラバ宇宙、彼方未来」、12月14日に「永遠の少年」を先行配信。
2023年
1月1日には、前年12月21日から発売延期の末、2nd Album『2100年』をリリース。全4公演のリリースツアー「2100」を開催。
5月31日には「一生このまま」を配信リリース。8月には東京・大阪でリリースを記念したライブ「一生このまま✷」を開催。
8月25日には「TOKYO VIDEO」、10月18日には「アイシテル人生 feat.初音ミク」を配信リリース。
11月1日には、3rd Album『ロックはか゛わ゛い゛い゛』をリリース。11月から12月にかけて、全5公演のリリースツアー「ロックはか゛わ゛い゛い゛」を開催。
2024年
1月には初となる弾き語りツアー「MEGA 弾き語り旅」を開催。
3月6日には「iPhone feat.Skaai」を配信リリース。
3月22日には、5th EP『hello.wav』を配信リリース。リリースを記念した初となる対バンツアー「hello...」を開催。
6月19日には「愛とU」、7月17日には「18才の夏休み」を配信リリース。
8月頃には「愛とU」がTikTokで総再生回数1億回を突破するバイラルヒット。8月14日付けのBillboard Japan TikTok Weekly Top 20にて、同楽曲の“Sped Up ver.”が自信初となる首位を獲得、オリジナルバージョンも15位にランクインした。
9月18日には4枚目となるフルアルバム『君にモテたいっ!!!』をリリース。8月21日には「あの子とダンス feat.chelmico」、9月4日には「ふたりの映画」を先行配信。また、10月2日にはアルバム収録曲のテンポを上げたバージョンを収録した『もっと君にモテたいっ!!』を配信リリースした。11月から12月にかけては、自信初となるZepp単独公演を含むライブツアー「君にモテたいっ!!」を開催。
2025年
1月には、およそ1年ぶりとなる弾き語りツアー「MEGA 弾き語り旅 2025」を開催。5月には韓国・ソウルと台湾・台北にてワンマンライブを開催予定。

## 作品

### 配信限定シングル
| 発売日         | タイトル                                | 収録アルバム             |
| -------------- | --------------------------------------- | ------------------------ |
| 2019年10月11日 | 東京熱帯雨林気候 [予告編]               | 東京熱帯雨林気候         |
| 2020年1月24日  | Japan                                   | 未収録                   |
| 2020年5月8日   | Sports                                  | CULTURE DOG              |
| 2020年7月24日  | Cutie girl                              | 未収録                   |
| 2020年10月23日 | Midnight Routine                        | 未収録                   |
| 2021年2月3日   | Sweet Dream feat.Jinmenusagi            | CULTURE DOG              |
| 2021年6月4日   | Thinking Boyz!!!                        | CULTURE DOG              |
| 2021年7月7日   | 兄弟 feat. クボタカイ                   | CULTURE DOG              |
| 2021年8月18日  | 甲州街道をとばして                      | CULTURE DOG              |
| 2022年5月20日  | 未来時代                                | ハンサムなDANCE          |
| 2022年6月29日  | 10000回のL.O.V.E. <3                    | ハンサムなDANCE          |
| 2022年9月28日  | 桃源郷とタクシー (Yohji Igarashi Remix) | 未収録                   |
| 2022年10月12日 | 愛しい日々。                            | 未収録                   |
| 2022年11月30日 | サラバ宇宙、彼方未来                    | 2100年                   |
| 2022年12月14日 | 永遠の少年                              | 2100年                   |
| 2023年5月31日  | 一生このまま                            | ロックはか゛わ゛い゛い゛ |
| 2023年8月25日  | TOKYO VIDEO                             | ロックはか゛わ゛い゛い゛ |
| 2023年10月18日 | アイシテル人生 (feat. 初音ミク)         | ロックはか゛わ゛い゛い゛ |
| 2024年3月6日   | iPhone feat. Skaai                      | hello.wav                |
| 2024年6月19日  | 愛とU                                   | 君にモテたいっ!!         |
| 2024年7月17日  | 18才の夏休み                            | 君にモテたいっ!!         |
| 2024年8月21日  | あの子とダンス feat.chelmico            | 君にモテたいっ!!         |
| 2024年9月4日   | ふたりの映画                            | 君にモテたいっ!!         |
| 2025年4月23日  | メロい夢                                | 未収録                   |
| 2025年6月25日  | 白い墓                                  | 未収録                   |
| 2025年7月30日  | ナードと天使                            | 未収録                   |

### 参加作品
| 発売日         | タイトル                                         | アーティスト | 初収録作                                  | 備考                                             |
| -------------- | ------------------------------------------------ | ------------ | ----------------------------------------- | ------------------------------------------------ |
| 2020年12月16日 | 「超怒猫仔 feat.Mega Shinnosuke,なかむらみなみ」 | 4s4ki        | 『超怒猫仔/Hyper Angry Cat』              | フィーチャリングゲストとしての参加               |
| 2024年6月12日  | 「私小林（produced by Mega Shinnosuke）」        | 小林私       | 「私小林（produced by Mega Shinnosuke）」 | 作詞・作曲・プロデュース・フィーチャリングゲスト |

### 楽曲提供
| 発売日         | タイトル                                  | アーティスト   | 担当                     | 初収録作                                  | 備考          |
| -------------- | ----------------------------------------- | -------------- | ------------------------ | ----------------------------------------- | ------------- |
| 2019年3月13日  | 「踊るロクデナシ」                        | 私立恵比寿中学 | 作詞・作曲・編曲         | 『MUSiC』                                 | [ 86 ] [ 87 ] |
| 2019年12月4日  | 「Wakakusa night」                        | クボタカイ     | プロデュース・トラック   | 『明星』                                  | [ 88 ]        |
| 2020年11月4日  | 「ユウランセン」                          | 入野自由       | 作詞・作曲・編曲         | 『Life is...』                            | [ 89 ] [ 90 ] |
| 2021年2月1日   | 「星を仰ぐ」                              | 菅田将暉       | 作詞・作曲               | 「星を仰ぐ」                              | [ 91 ]        |
| 2022年11月9日  | 「FUN!!!」                                | 入野自由       | 作詞・作曲               | 『NO CONCEPT』                            | [ 92 ] [ 93 ] |
| 2022年11月30日 | 「Baby Pink」                             | Pii            | 作詞・作曲               | 『春が呼んでる』                          | [ 94 ]        |
| 2023年2月27日  | 「アゲなギャルなDay☆」                    | 都内某所       | 作詞・作曲・編曲         | 『WHERE ARE YOU GOiNG?』                  | [ 95 ]        |
| 2024年6月12日  | 「私小林（produced by Mega Shinnosuke）」 | 小林私         | 作詞・作曲・プロデュース | 「私小林（produced by Mega Shinnosuke）」 | [ 84 ] [ 85 ] |
| 2024年12月11日 | 「Harajuku」                              | King & Prince  | 作詞・作曲・編曲         | 『Re:ERA』                                | [ 96 ]        |

### その他の作品
- スニーカー -  ニューバランス公式オンラインストア13周年祭 「NB1 574」Mega Shinnosukeカスタムモデル（2019年11月）[97][98]

## タイアップ
| 使用年 | 曲名         | タイアップ                                  |
| ------ | ------------ | ------------------------------------------- |
| 2022年 | 愛しい日々。 | 明治エッセル スーパーカップ Web CMソング    |
| 2023年 | 永遠の少年   | ABC-MART 「走りたくなる春がきた。」CMソング |
| 2025年 | 愛とU        | Tinder「MATCH FES」テーマソング             |
| 2025年 | ナードと天使 | MUSIC CITY TENJIN 2025 公式テーマソング     |

## 動画

### ミュージック・ビデオ
| 公開日     | 曲名                         | リンク      | 監督                            | 備考 |
| ---------- | ---------------------------- | ----------- | ------------------------------- | --- |
| 2018/04/20 | O.W.A.                       | [ 動画 1 ]  |                                 | 「大人の事情」により現在は非公開。 |
| 2018/06/16 | blue men.                    | [ 動画 2 ]  | Mega Shinnosuke                 | |
| 2019/04/26 | 桃源郷とタクシー             | [ 動画 3 ]  | Nasty Men$ah                    | |
| 2019/05/16 | O.W.A.                       | [ 動画 4 ]  | Mega Shinnosuke / マルルーン    | 制作費は15000円。 出演:ぱいぱいでか美 / 眉村ちあき / フワちゃん / sooogood! / ぼく脳 / 井上道富 / つつみあきひろ / タウンゼント桃子ドーン / Nick / マルルーン |
| 2019/07/12 | 本音                         | [ 動画 5 ]  | NASATAM                         | |
| 2019/10/18 | Wonder                       | [ 動画 6 ]  | Daigo Ando                      | |
| 2019/11/08 | 明日もこの世は回るから       | [ 動画 7 ]  | Mega Shinnosuke / マルルーン    | |
| 2020/01/15 | 憂鬱なラブソング             | [ 動画 8 ]  | Mega Shinnosuke                 | |
| 2020/01/24 | Japan                        | [ 動画 9 ]  | Daigo Ando                      | |
| 2020/04/19 | Sports                       | [ 動画 10 ] | Mega Shinnosuke / Keifrusciante | |
| 2020/08/11 | Cutie girl                   | [ 動画 11 ] | GROUPN                          | |
| 2020/10/23 | Midnight Routine             | [ 動画 12 ] | lilsom                          | |
| 2021/02/18 | Sweet Dream feat.Jinmenusagi | [ 動画 13 ] | Nasty Men$ah                    | |
| 2021/06/04 | Thinking Boyz!!!             | [ 動画 14 ] | ISSEI / Mega Shinnosuke         | |
| 2021/07/07 | 兄弟 feat.クボタカイ         | [ 動画 15 ] | GROUPN                          | |
| 2021/08/25 | 甲州街道をとばして           | [ 動画 16 ] | lilsom                          | |
| 2021/10/05 | お洒落すぎてどうしよう       | [ 動画 17 ] | Mega Shinnosuke                 | |
| 2021/11/09 | Lead 2 Love :)               | [ 動画 18 ] | Takuto Shimpo                   | |
| 2021/12/04 | ワンモアチキン               | [ 動画 19 ] | GROUPN                          | |
| 2022/06/11 | 未来時代                     | [ 動画 20 ] | Mega Shinnosuke                 | |
| 2022/06/29 | 10000回のL.O.V.E.            | [ 動画 21 ] | Mega Shinnosuke                 | |
| 2022/07/15 | Make You Happy feat.who28    | [ 動画 22 ] | Mega Shinnosuke                 | |
| 2022/10/12 | 愛しい日々。                 | [ 動画 23 ] | Mega Shinnosuke                 | |
| 2022/11/30 | サラバ宇宙、彼方未来         | [ 動画 24 ] | 元                              | |
| 2022/12/14 | 永遠の少年                   | [ 動画 25 ] | GROUPN                          | |
| 2023/01/14 | SONiC                        | [ 動画 26 ] | 元                              | |
| 2023/05/31 | 一生このまま                 | [ 動画 27 ] | Mega Shinnosuke                 | |
| 2023/08/25 | TOKYO VIDEO                  | [ 動画 28 ] | Mega Shinnosuke                 | |
| 2023/10/18 | アイシテル人生 feat.初音ミク | [ 動画 29 ] | Mega Shinnosuke                 | |
| 2023/11/01 | 東京キライ☆                  | [ 動画 30 ] | Mega Shinnosuke                 | |
| 2024/02/05 | 迷子なblue                   | [ 動画 31 ] | Mega Shinnosuke                 | |
| 2024/03/06 | iPhone feat.Skaai            | [ 動画 32 ] | Mega Shinnosuke                 | |
| 2024/03/26 | hello shoegaze...            | [ 動画 33 ] | MOTO / Mega Shinnosuke          | |
| 2024/06/19 | 愛とU                        | [ 動画 34 ] | Mega Shinnosuke                 | 出演:らん |
| 2024/07/17 | 18才の夏休み                 | [ 動画 35 ] | Mega Shinnosuke                 | 出演:岡本ゆい |
| 2024/08/21 | あの子とダンス feat.chelmico | [ 動画 36 ] | 小島央大                        | |
| 2024/09/04 | ふたりの映画                 | [ 動画 37 ] | 岩崎裕介 / Mega Shinnosuke      | 出演：永遠 / 松本響 / 田中陸 |

## 出演

### テレビ
- マツコ会議（2020年11月28日、日本テレビ系）[112][113]
- ZIP!（2021年3月8日、日本テレビ系）[114][115]

### ラジオ
- オールナイトニッポン0(ZERO) LIVE in smash.（2021年2月27日、ニッポン放送）[116][117]
- Good VibeSOUP（2022年4月22日～2023年3月24日・4週目レギュラー出演、JFN系列）[118][119]
- Mega ShinnosukeのオールナイトニッポンX（2023年1月19日、ニッポン放送）[120][121][122]